# ピース川
ピース川（ピースがわ、Peace River）は、カナダのブリティッシュコロンビア州およびアルバータ州を流れる、マッケンジー川水系の川である。全長は約1,923kmで、流域面積はおよそ302,500km2である。

## 流路
ブリティッシュコロンビア州北部のロッキー山脈に源を発する。上流には水力発電用のW・A・C・ベネットダムと、それによって形成された人工湖のウィリストン湖がある。ダムからは東に流れアルバータ州に入り、北東方向に流れウッドバッファロー国立公園のピース・アサバスカ・デルタでアサバスカ川と合流する。その先はスレイブ川となり、マッケンジー川へ流れ込む。
アサバスカ湖に注ぐピース川とアサバスカ川の内陸三角州であるピース・アサバスカ・デルタ一帯は1982年にラムサール条約に登録された。

## 歴史
ピース川周辺はダンザー人がもともと住んでいた地域である。毛皮商人のピーター・ポンドが1785年にこの川を訪れ、1788年にはボイヤー川との合流地点にノースウェスト・カンパニーのCharles Boyerにより毛皮の交易地がつくられた。1793年に探検家のアレグザンダー・マッケンジーが大陸分水界まで旅をするなど奥地の探求が進み、1794年には現在のフォートセントジョーン近くのロッキーマウンテンハウスに毛皮の交易地がつくられた。

## 産業
アルバータ州ではピース川の谷の肥えた土壌で19世紀の終わりから小麦が栽培されている。また、ピース川地域は石油、天然ガス生産の中心でもある。

## 主な支流
- フィンレイ川（英語版）
- ハーフウェイ川（英語版）
- パイン川（英語版）
- スモーキー川
- カドット川（英語版）
- ワバスカ川